# Ernst Albert
Pour les articles homonymes, voir Albert.
Ernst Albert (né le 21 mai 1859 à Köthen, mort le 2 novembre 1936 à Lübeck) est un acteur de théâtre et biologiste allemand.

## Biographie
Albert arrive à Lübeck en 1908 après avoir été de l'ensemble du Théâtre d'État d'Altenbourg (de).
À Lübeck, il se fait connaître pour ses rôles comiques au théâtre de la ville (de) mais aussi comme entomologiste au muséum d'histoire naturelle local (de). Par moments, il est directeur du Théâtre Hansa (de). Par ailleurs, il écrit de livres humoristiques et de pièces.
Ernst Albert est connu, à travers de nombreuses anecdotes, comme une personnalité originale de Lübeck dans les années 1920. On l'appelait « l'homme au haut-de-forme », à l'intérieur duquel il emportait avec lui les insectes qu'il venait d'épingler.
Il est considéré comme un entomologiste important, car il a recensé les moustiques susceptibles de transmettre le paludisme au Nord de l'Allemagne.